# Cerapterus brancae
Cerapterus brancae is een keversoort uit de familie van de loopkevers (Carabidae). De wetenschappelijke naam van de soort is voor het eerst geldig gepubliceerd in 1961 door Luna de Carvalho.